# Podgorzałka zielonogłowa
Podgorzałka zielonogłowa (Aythya baeri) – gatunek średniej wielkości ptaka z rodziny kaczkowatych (Anatidae). Gniazduje w południowo-wschodniej Rosji i północno-wschodnich Chinach, zimuje w południowo-wschodniej Azji. Od 2012 uznawana przez IUCN za gatunek krytycznie zagrożony wyginięciem.
Długość ciała wynosi 41–47 cm. Występuje dymorfizm płciowy, przejawiający się również w masie ciała (samce około 880 g, samice – 680 g). Samce podgorzałki zielonogłowej najlepiej odróżniać od innych samców Aythya po kombinacji czarniawej głowy, górnej szyi i wierzchu ciała, białawych oczu oraz kasztanowo-białych boków ciała. W locie wzór na skrzydle identyczny ze wzorem podgorzałek zwyczajnych, ale biały pasek w górnej części skrzydła nie zachodzi tak daleko na zewnętrzne lotki. W szacie spoczynkowej samce przypominają samice, odróżnić je można po kolorze tęczówek. W przypadku samic w identyfikacji ważne jest połączenie ciemnobrązowej głowy z piersią w kolorze ciepłego brązu i białymi z przodu bokami.
Podgorzałki zielonogłowe są wędrowne. Gniazdują w dorzeczach Amuru i Ussuri w Rosji i w północno-wschodnich Chinach, zimują w południowo-wschodniej Azji. Zakładają gniazda w okolicach wód, zarówno w pobliżu jezior, mniejszych zbiorników wodnych, rzek, jak i rezerwuarów. Zimują na różnych obszarach podmokłych. Zniesienie liczy od 9 do 15 jaj. Inkubacja trwa 23–28 dni. Młode usamodzielniają się po 2–3 tygodniach. Podgorzałki zielonogłowe są klasyfikowane przez IUCN jako krytycznie zagrożone wyginięciem od 2012. Tamtego roku szacunkowo żyło nie więcej niż 1000 osobników. Według danych z 2013 był to najprawdopodobniej najszybciej ginący gatunek wśród azjatyckich kaczek. Do spadku liczebności przyczynia się głównie niszczenie środowiska życia oraz przetrzebianie ptaków przez nielegalny odłów, zarówno z użyciem broni palnej i trutek, jak i innych metod.

## Taksonomia
Po raz pierwszy gatunek opisał Gustav Radde w drugim tomie Reisen im Süden von Ost-Sibirien in den Jahren 1855-1859 (tłum. Podróż na południe z Zachodniej Syberii w latach 1855-59), wydanym w 1863. Nowemu gatunkowi nadał nazwę Anas (Fuligula) Bayeri. Holotyp pochodził ze środkowej doliny Amuru we wschodniej Syberii. Rade zamieścił jedynie informacje o morfologii, bez wzmianek dotyczących zachowania. Obecnie (2016) Międzynarodowy Komitet Ornitologiczny umieszcza podgorzałkę zielonogłową w rodzaju Aythya, uznając ją za gatunek monotypowy. Epitet gatunkowy baeri upamiętnia postać Karl Ernst von Baera – pruskiego embriologa, antydarwinisty, geografa i podróżnika po Syberii. 
Najbliżej spokrewnionymi względem podgorzałki zielonogłowej gatunkami są najpewniej podgorzałki: australijska (A. australis), madagaskarska (A. innotata) i zwyczajna (A. nyroca), względem której podgorzałka zielonogłowa jest gatunkiem siostrzanym. Podgorzałki: australijska i madagaskarska są gatunkami siostrzanymi względem kladu A. nyroca+A. baeri. Pozycja A. baeri na kladogramie plemienia Aythyini według Livezaya (1996):
|  | Rhodonessa caryophyllacea |
|  |                           |
|  | Netta rufina              |
|  |                           |

|  | N. peposaca        |
|  |                    |
|  | N. erythrophthalma |
|  |                    |

|  | Rhodonessa caryophyllacea |
|  |                           |
|  | Netta rufina              |
|  |                           |

|  | N. peposaca        |
|  |                    |
|  | N. erythrophthalma |
|  |                    |

|  | \| \| Aythya ferina \| \| \| \| \| \| A. americana \| \| \| \| |
|  |                                                                |
|  | A. valisineria                                                 |
|  |                                                                |
|  | Aythya ferina                                                  |
|  |                                                                |
|  | A. americana                                                   |
|  |                                                                |

|  | Aythya ferina |
|  |               |
|  | A. americana  |
|  |               |

|  | A. australis                                           |
|  |                                                        |
|  | \| \| A. nyroca \| \| \| \| \| \| A. baeri \| \| \| \| |
|  |                                                        |
|  | A. innonata                                            |
|  |                                                        |
|  | A. nyroca                                              |
|  |                                                        |
|  | A. baeri                                               |
|  |                                                        |

|  | A. nyroca |
|  |           |
|  | A. baeri  |
|  |           |

|  | A. fuligula                                              |
|  |                                                          |
|  | \| \| A. marila \| \| \| \| \| \| A. affinis \| \| \| \| |
|  |                                                          |
|  | A. marila                                                |
|  |                                                          |
|  | A. affinis                                               |
|  |                                                          |

|  | A. marila  |
|  |            |
|  | A. affinis |
|  |            |

|  | A. fuligula                                              |
|  |                                                          |
|  | \| \| A. marila \| \| \| \| \| \| A. affinis \| \| \| \| |
|  |                                                          |
|  | A. marila                                                |
|  |                                                          |
|  | A. affinis                                               |
|  |                                                          |

|  | A. marila  |
|  |            |
|  | A. affinis |
|  |            |

|  | A. fuligula                                              |
|  |                                                          |
|  | \| \| A. marila \| \| \| \| \| \| A. affinis \| \| \| \| |
|  |                                                          |
|  | A. marila                                                |
|  |                                                          |
|  | A. affinis                                               |
|  |                                                          |

|  | A. marila  |
|  |            |
|  | A. affinis |
|  |            |

|  | A. fuligula                                              |
|  |                                                          |
|  | \| \| A. marila \| \| \| \| \| \| A. affinis \| \| \| \| |
|  |                                                          |
|  | A. marila                                                |
|  |                                                          |
|  | A. affinis                                               |
|  |                                                          |

|  | A. marila  |
|  |            |
|  | A. affinis |
|  |            |

|  | A. australis                                           |
|  |                                                        |
|  | \| \| A. nyroca \| \| \| \| \| \| A. baeri \| \| \| \| |
|  |                                                        |
|  | A. innonata                                            |
|  |                                                        |
|  | A. nyroca                                              |
|  |                                                        |
|  | A. baeri                                               |
|  |                                                        |

|  | A. nyroca |
|  |           |
|  | A. baeri  |
|  |           |

|  | A. fuligula                                              |
|  |                                                          |
|  | \| \| A. marila \| \| \| \| \| \| A. affinis \| \| \| \| |
|  |                                                          |
|  | A. marila                                                |
|  |                                                          |
|  | A. affinis                                               |
|  |                                                          |

|  | A. marila  |
|  |            |
|  | A. affinis |
|  |            |

|  | A. fuligula                                              |
|  |                                                          |
|  | \| \| A. marila \| \| \| \| \| \| A. affinis \| \| \| \| |
|  |                                                          |
|  | A. marila                                                |
|  |                                                          |
|  | A. affinis                                               |
|  |                                                          |

|  | A. marila  |
|  |            |
|  | A. affinis |
|  |            |

|  | A. fuligula                                              |
|  |                                                          |
|  | \| \| A. marila \| \| \| \| \| \| A. affinis \| \| \| \| |
|  |                                                          |
|  | A. marila                                                |
|  |                                                          |
|  | A. affinis                                               |
|  |                                                          |

|  | A. marila  |
|  |            |
|  | A. affinis |
|  |            |

|  | A. fuligula                                              |
|  |                                                          |
|  | \| \| A. marila \| \| \| \| \| \| A. affinis \| \| \| \| |
|  |                                                          |
|  | A. marila                                                |
|  |                                                          |
|  | A. affinis                                               |
|  |                                                          |

|  | A. marila  |
|  |            |
|  | A. affinis |
|  |            |

|  | \| \| Aythya ferina \| \| \| \| \| \| A. americana \| \| \| \| |
|  |                                                                |
|  | A. valisineria                                                 |
|  |                                                                |
|  | Aythya ferina                                                  |
|  |                                                                |
|  | A. americana                                                   |
|  |                                                                |

|  | Aythya ferina |
|  |               |
|  | A. americana  |
|  |               |

|  | A. australis                                           |
|  |                                                        |
|  | \| \| A. nyroca \| \| \| \| \| \| A. baeri \| \| \| \| |
|  |                                                        |
|  | A. innonata                                            |
|  |                                                        |
|  | A. nyroca                                              |
|  |                                                        |
|  | A. baeri                                               |
|  |                                                        |

|  | A. nyroca |
|  |           |
|  | A. baeri  |
|  |           |

|  | A. fuligula                                              |
|  |                                                          |
|  | \| \| A. marila \| \| \| \| \| \| A. affinis \| \| \| \| |
|  |                                                          |
|  | A. marila                                                |
|  |                                                          |
|  | A. affinis                                               |
|  |                                                          |

|  | A. marila  |
|  |            |
|  | A. affinis |
|  |            |

|  | A. fuligula                                              |
|  |                                                          |
|  | \| \| A. marila \| \| \| \| \| \| A. affinis \| \| \| \| |
|  |                                                          |
|  | A. marila                                                |
|  |                                                          |
|  | A. affinis                                               |
|  |                                                          |

|  | A. marila  |
|  |            |
|  | A. affinis |
|  |            |

|  | A. fuligula                                              |
|  |                                                          |
|  | \| \| A. marila \| \| \| \| \| \| A. affinis \| \| \| \| |
|  |                                                          |
|  | A. marila                                                |
|  |                                                          |
|  | A. affinis                                               |
|  |                                                          |

|  | A. marila  |
|  |            |
|  | A. affinis |
|  |            |

|  | A. fuligula                                              |
|  |                                                          |
|  | \| \| A. marila \| \| \| \| \| \| A. affinis \| \| \| \| |
|  |                                                          |
|  | A. marila                                                |
|  |                                                          |
|  | A. affinis                                               |
|  |                                                          |

|  | A. marila  |
|  |            |
|  | A. affinis |
|  |            |

|  | A. australis                                           |
|  |                                                        |
|  | \| \| A. nyroca \| \| \| \| \| \| A. baeri \| \| \| \| |
|  |                                                        |
|  | A. innonata                                            |
|  |                                                        |
|  | A. nyroca                                              |
|  |                                                        |
|  | A. baeri                                               |
|  |                                                        |

|  | A. nyroca |
|  |           |
|  | A. baeri  |
|  |           |

|  | A. fuligula                                              |
|  |                                                          |
|  | \| \| A. marila \| \| \| \| \| \| A. affinis \| \| \| \| |
|  |                                                          |
|  | A. marila                                                |
|  |                                                          |
|  | A. affinis                                               |
|  |                                                          |

|  | A. marila  |
|  |            |
|  | A. affinis |
|  |            |

|  | A. fuligula                                              |
|  |                                                          |
|  | \| \| A. marila \| \| \| \| \| \| A. affinis \| \| \| \| |
|  |                                                          |
|  | A. marila                                                |
|  |                                                          |
|  | A. affinis                                               |
|  |                                                          |

|  | A. marila  |
|  |            |
|  | A. affinis |
|  |            |

|  | A. fuligula                                              |
|  |                                                          |
|  | \| \| A. marila \| \| \| \| \| \| A. affinis \| \| \| \| |
|  |                                                          |
|  | A. marila                                                |
|  |                                                          |
|  | A. affinis                                               |
|  |                                                          |

|  | A. marila  |
|  |            |
|  | A. affinis |
|  |            |

|  | A. fuligula                                              |
|  |                                                          |
|  | \| \| A. marila \| \| \| \| \| \| A. affinis \| \| \| \| |
|  |                                                          |
|  | A. marila                                                |
|  |                                                          |
|  | A. affinis                                               |
|  |                                                          |

|  | A. marila  |
|  |            |
|  | A. affinis |
|  |            |

|  | Rhodonessa caryophyllacea |
|  |                           |
|  | Netta rufina              |
|  |                           |

|  | N. peposaca        |
|  |                    |
|  | N. erythrophthalma |
|  |                    |

|  | Rhodonessa caryophyllacea |
|  |                           |
|  | Netta rufina              |
|  |                           |

|  | N. peposaca        |
|  |                    |
|  | N. erythrophthalma |
|  |                    |

|  | \| \| Aythya ferina \| \| \| \| \| \| A. americana \| \| \| \| |
|  |                                                                |
|  | A. valisineria                                                 |
|  |                                                                |
|  | Aythya ferina                                                  |
|  |                                                                |
|  | A. americana                                                   |
|  |                                                                |

|  | Aythya ferina |
|  |               |
|  | A. americana  |
|  |               |

|  | A. australis                                           |
|  |                                                        |
|  | \| \| A. nyroca \| \| \| \| \| \| A. baeri \| \| \| \| |
|  |                                                        |
|  | A. innonata                                            |
|  |                                                        |
|  | A. nyroca                                              |
|  |                                                        |
|  | A. baeri                                               |
|  |                                                        |

|  | A. nyroca |
|  |           |
|  | A. baeri  |
|  |           |

|  | A. fuligula                                              |
|  |                                                          |
|  | \| \| A. marila \| \| \| \| \| \| A. affinis \| \| \| \| |
|  |                                                          |
|  | A. marila                                                |
|  |                                                          |
|  | A. affinis                                               |
|  |                                                          |

|  | A. marila  |
|  |            |
|  | A. affinis |
|  |            |

|  | A. fuligula                                              |
|  |                                                          |
|  | \| \| A. marila \| \| \| \| \| \| A. affinis \| \| \| \| |
|  |                                                          |
|  | A. marila                                                |
|  |                                                          |
|  | A. affinis                                               |
|  |                                                          |

|  | A. marila  |
|  |            |
|  | A. affinis |
|  |            |

|  | A. fuligula                                              |
|  |                                                          |
|  | \| \| A. marila \| \| \| \| \| \| A. affinis \| \| \| \| |
|  |                                                          |
|  | A. marila                                                |
|  |                                                          |
|  | A. affinis                                               |
|  |                                                          |

|  | A. marila  |
|  |            |
|  | A. affinis |
|  |            |

|  | A. fuligula                                              |
|  |                                                          |
|  | \| \| A. marila \| \| \| \| \| \| A. affinis \| \| \| \| |
|  |                                                          |
|  | A. marila                                                |
|  |                                                          |
|  | A. affinis                                               |
|  |                                                          |

|  | A. marila  |
|  |            |
|  | A. affinis |
|  |            |

|  | A. australis                                           |
|  |                                                        |
|  | \| \| A. nyroca \| \| \| \| \| \| A. baeri \| \| \| \| |
|  |                                                        |
|  | A. innonata                                            |
|  |                                                        |
|  | A. nyroca                                              |
|  |                                                        |
|  | A. baeri                                               |
|  |                                                        |

|  | A. nyroca |
|  |           |
|  | A. baeri  |
|  |           |

|  | A. fuligula                                              |
|  |                                                          |
|  | \| \| A. marila \| \| \| \| \| \| A. affinis \| \| \| \| |
|  |                                                          |
|  | A. marila                                                |
|  |                                                          |
|  | A. affinis                                               |
|  |                                                          |

|  | A. marila  |
|  |            |
|  | A. affinis |
|  |            |

|  | A. fuligula                                              |
|  |                                                          |
|  | \| \| A. marila \| \| \| \| \| \| A. affinis \| \| \| \| |
|  |                                                          |
|  | A. marila                                                |
|  |                                                          |
|  | A. affinis                                               |
|  |                                                          |

|  | A. marila  |
|  |            |
|  | A. affinis |
|  |            |

|  | A. fuligula                                              |
|  |                                                          |
|  | \| \| A. marila \| \| \| \| \| \| A. affinis \| \| \| \| |
|  |                                                          |
|  | A. marila                                                |
|  |                                                          |
|  | A. affinis                                               |
|  |                                                          |

|  | A. marila  |
|  |            |
|  | A. affinis |
|  |            |

|  | A. fuligula                                              |
|  |                                                          |
|  | \| \| A. marila \| \| \| \| \| \| A. affinis \| \| \| \| |
|  |                                                          |
|  | A. marila                                                |
|  |                                                          |
|  | A. affinis                                               |
|  |                                                          |

|  | A. marila  |
|  |            |
|  | A. affinis |
|  |            |

|  | \| \| Aythya ferina \| \| \| \| \| \| A. americana \| \| \| \| |
|  |                                                                |
|  | A. valisineria                                                 |
|  |                                                                |
|  | Aythya ferina                                                  |
|  |                                                                |
|  | A. americana                                                   |
|  |                                                                |

|  | Aythya ferina |
|  |               |
|  | A. americana  |
|  |               |

|  | A. australis                                           |
|  |                                                        |
|  | \| \| A. nyroca \| \| \| \| \| \| A. baeri \| \| \| \| |
|  |                                                        |
|  | A. innonata                                            |
|  |                                                        |
|  | A. nyroca                                              |
|  |                                                        |
|  | A. baeri                                               |
|  |                                                        |

|  | A. nyroca |
|  |           |
|  | A. baeri  |
|  |           |

|  | A. fuligula                                              |
|  |                                                          |
|  | \| \| A. marila \| \| \| \| \| \| A. affinis \| \| \| \| |
|  |                                                          |
|  | A. marila                                                |
|  |                                                          |
|  | A. affinis                                               |
|  |                                                          |

|  | A. marila  |
|  |            |
|  | A. affinis |
|  |            |

|  | A. fuligula                                              |
|  |                                                          |
|  | \| \| A. marila \| \| \| \| \| \| A. affinis \| \| \| \| |
|  |                                                          |
|  | A. marila                                                |
|  |                                                          |
|  | A. affinis                                               |
|  |                                                          |

|  | A. marila  |
|  |            |
|  | A. affinis |
|  |            |

|  | A. fuligula                                              |
|  |                                                          |
|  | \| \| A. marila \| \| \| \| \| \| A. affinis \| \| \| \| |
|  |                                                          |
|  | A. marila                                                |
|  |                                                          |
|  | A. affinis                                               |
|  |                                                          |

|  | A. marila  |
|  |            |
|  | A. affinis |
|  |            |

|  | A. fuligula                                              |
|  |                                                          |
|  | \| \| A. marila \| \| \| \| \| \| A. affinis \| \| \| \| |
|  |                                                          |
|  | A. marila                                                |
|  |                                                          |
|  | A. affinis                                               |
|  |                                                          |

|  | A. marila  |
|  |            |
|  | A. affinis |
|  |            |

|  | A. australis                                           |
|  |                                                        |
|  | \| \| A. nyroca \| \| \| \| \| \| A. baeri \| \| \| \| |
|  |                                                        |
|  | A. innonata                                            |
|  |                                                        |
|  | A. nyroca                                              |
|  |                                                        |
|  | A. baeri                                               |
|  |                                                        |

|  | A. nyroca |
|  |           |
|  | A. baeri  |
|  |           |

|  | A. fuligula                                              |
|  |                                                          |
|  | \| \| A. marila \| \| \| \| \| \| A. affinis \| \| \| \| |
|  |                                                          |
|  | A. marila                                                |
|  |                                                          |
|  | A. affinis                                               |
|  |                                                          |

|  | A. marila  |
|  |            |
|  | A. affinis |
|  |            |

|  | A. fuligula                                              |
|  |                                                          |
|  | \| \| A. marila \| \| \| \| \| \| A. affinis \| \| \| \| |
|  |                                                          |
|  | A. marila                                                |
|  |                                                          |
|  | A. affinis                                               |
|  |                                                          |

|  | A. marila  |
|  |            |
|  | A. affinis |
|  |            |

|  | A. fuligula                                              |
|  |                                                          |
|  | \| \| A. marila \| \| \| \| \| \| A. affinis \| \| \| \| |
|  |                                                          |
|  | A. marila                                                |
|  |                                                          |
|  | A. affinis                                               |
|  |                                                          |

|  | A. marila  |
|  |            |
|  | A. affinis |
|  |            |

|  | A. fuligula                                              |
|  |                                                          |
|  | \| \| A. marila \| \| \| \| \| \| A. affinis \| \| \| \| |
|  |                                                          |
|  | A. marila                                                |
|  |                                                          |
|  | A. affinis                                               |
|  |                                                          |

|  | A. marila  |
|  |            |
|  | A. affinis |
|  |            |

## Morfologia
Długość ciała wynosi około 41–47 cm. Masa ciała samca około 880 g, samicy – 680 g; rozpiętość skrzydeł 70–79 cm. Długość złożonego skrzydła u samców: 210–233 mm, u samic: 186–203 mm; długość górnej krawędzi dzioba: 48 mm u samców i 47–48 mm u samic; długość skoku ok. 37 mm.
Występuje dymorfizm płciowy w upierzeniu. Samiec ma głowę i szyję metalicznie zieloną, z wyjątkiem niższej części szyi, którą cechuje barwa czarna. Na brodzie występuje niewielka, biała plama. Górna część grzbietu pośrodku ma barwę czarną, po bokach czerwonokasztanową. Barkówki ciemnobrązowe, bardzo ciemne, pokryte nieodznaczającymi się, drobnymi brązowymi plamkami. Grzbiet, kuper, pokrywy nadogonowe i sterówki czarne. Pierś czerwonokasztanowa, po bokach ciała kolor ten przechodzi w brąz. Brzuch czysto biały, jedynie niższa jego część odznacza się brązową barwą. Pokrywy podogonowe białe. Zewnętrzne pokrywy skrzydłowe czarne. Dostrzec można charakterystyczne białe lusterko, od tyłu obrzeżone czarnym pasem utworzonym przez końce lotek II rzędu. Lotki I rzędu ciemnobrązowe, na wewnętrznych chorągiewkach perłowoszare. Lotki III rzędu czarne. Na spodzie skrzydła zewnętrzne pokrywy podskrzydłowe są ciemnobrązowe, reszta biała. Tęczówka biała, niekiedy żółtawa lub jasnożółta. Dziób o barwie od niebieskiej po łupkowoszarą, nasada i rogowa wypustka na końcu czarne; niebieski kolor jaśnieje ku końcowi dzioba. Nogi i stopy ołowianoszare, na zgięciach ciemniejsze. Samicę odróżnia słabszy połysk na głowie i szyi, obecność kasztanowej plamy przy nasadzie dzioba, bardziej matowy odcień kasztanowego w górnej części piersi i brak prążkowania w niej, zaś na piórach na brzuchu więcej brązu u nasady. Tęczówka jest ciemniejsza, niż u samców, a dziób i nogi jaśniejsze.
Samce podgorzałki zielonogłowej najlepiej odróżniać od innych samców Aythya po kombinacji czarniawej głowy, górnej części szyi i wierzchu ciała, białawych oczu oraz kasztanowo-białych boków ciała. W locie wzór na skrzydle identyczny ze wzorem podgorzałek zwyczajnych, ale biały pasek w górnej części skrzydła nie zachodzi tak daleko na zewnętrzne lotki. W szacie spoczynkowej samce przypominają samice, odróżnić je można po kolorze tęczówek. W przypadku samic w identyfikacji ważne jest połączenie ciemnobrązowej głowy z piersią w kolorze ciepłego brązu i białymi z przodu bokami.

## Zasięg występowania
Podgorzałki zielonogłowe są wędrowne. Gniazdują w dorzeczach Amuru i Ussuri w Rosji i w północno-wschodnich Chinach. W Chinach ich zasięg obejmuje prowincje: Heilongjiang, Jilin, Liaoning, Mongolia Wewnętrzna, Hebei oraz Pekin. W 2013 podczas sezonu lęgowego odnotowano kilka par na południe od dotychczas znanego zasięgu, w prowincjach Hubei, Szantung i Henan. W 2014 odkryto gniazda na rozlewiskach Jangcy nieopodal Huangpi w prowincji Hubei, gdzie dotychczas stwierdzano te kaczki jedynie podczas zimowania. Możliwe, że gniazdują w północno-wschodniej Korei Północnej, przy granicy z Rosją i w chińskiej prowincji Szantung (dane z 2014).
Zimowiska podgorzałek zielonogłowych znajdują się głównie we wschodnich i południowych Chinach, w Indiach (regularnie i lokalnie na północnym wschodzie, sporadycznie na całej powierzchni kraju), Bangladeszu i Mjamnie. Mniej licznie zimują w Japonii (głównie Honsiu, prócz tego Hokkaido, Kiusiu i Sikoku), Korei Północnej i Południowej (w ostatnich latach bardzo nieliczne stwierdzenia, w Korei Południowej około 20 od 1994, większość przed 2002), w Hongkongu, na Tajwanie, w Nepalu (sporadycznie), w Bhutanie (dwa stwierdzenia), Tajlandii, Laosie (pojedyncze stwierdzenie) i w Wietnamie (bardzo rzadki, odnotowany po raz pierwszy w 1971). W Nepalu niegdyś pojawiały się regularnie na wschodzie, w okolicach zapory Kosi, obecnie (stan z 2007) bardzo rzadko zalatują, w niektórych latach nieobecne.
Sporadycznie zalatują do wschodniej Mongolii. Czterokrotnie odnotowano ten gatunek na Filipinach, ostatnie stwierdzenie (stan z końca 2016) pochodzi ze stycznia 2015, kiedy to dorosłego samca stwierdzono w Candaba. W listopadzie 1901 i kwietniu 1911 podgorzałki zielonogłowe odnotowano w Anglii. Nie był to wówczas gatunek trzymany pospolicie w prywatnych ptaszarniach ani w Anglii, ani na kontynencie; John C. Phillips przypuszczał, że były to zabłąkane dzikie ptaki. W 1825 pruski odkrywca Heinrich von Kittlitz miał obserwować przedstawicieli tego gatunku na Kamczatce. Przez kolejne stulecie nie odnotowano już owych podgorzałek na Kamczatce, zaś BirdLife International w ogóle nie uwzględnia tego stwierdzenia na poświęconej gatunkowi stronie. Autorzy Handbook of British Birds (1939) skomentowali sprawę tak:

To mogły być dzikie ptaki, ale jako że ptactwo wodne trzymane jest w niewoli na półdziko, niekiedy nawet bez poprawnej identyfikacji, zdaje się być nierozsądnym umieszczenie tej kaczki na liście

Inne pojedyncze doniesienie pochodzi z Oregonu, gdzie podczas United States Exploring Expedition odłowiono jeden okaz, jednak podano tylko stan, bez dokładniejszej lokalizacji. Było to jeszcze przed odkryciem gatunku; w Oregonie nie występują inne kaczki, z którymi można by pomylić podgorzałkę zielonogłową. W czasach historycznych (przed 1937) podgorzałkę zielonogłową odnotowano w południowej części Sachalinu, przed 1875 na Bajkale. Pojedyncze stwierdzenie z Pakistanu pochodzi z 1957.

## Ekologia i zachowanie
Podgorzałki zielonogłowe gnieżdżą się w gęstej trawie wokół jezior obfitujących w roślinność wodną albo na podmokłych łąkach porośniętymi formacją typu tussock lub krzewami. W okolicach jeziora Chanka gniazdowały często w koloniach mew. Na jeziorach Toriej (Barun-Toriej, Zun-Toriej) gnieździły się na niewielkich wysepkach gęsto porośniętych trawami. Podczas migracji zatrzymują się zwykle na niewielkich jeziorach i bagnistych wybrzeżach, porośniętych trzcinami i inną roślinnością typową dla mokradeł. W Liaoning zwykle występują na mokradłach na wybrzeżu lub na rzekach i niewielkich zbiornikach wodnych otoczonych lasem. W Gansu w trakcie wędrówek podgorzałki zielonogłowe zatrzymują się na jeziorach i na otwartych wodach rezerwuarów i rzek; podobnie i w Korei Południowej, gdzie stwierdzano je na wodach jezior i rezerwuarów. W Bhutanie obserwowano te ptaki w odcinku rzeki i zadrzewionym brzegu. W Nepalu odnotowywane przeważnie na bagnach, niewielkich zbiornikach wodnych, podmokłych polach ryżowych, piaszczystych wyspach i na wodach rzeki Kosi na wschód od zapory na niej.
Podgorzałki zielonogłowe żerują niemal wyłącznie podczas nurkowania. Były obserwowane podczas intensywnego żerowania w godzinach 8–9; nurkowały wówczas na głębokość 0,5–2 m na około 40 sekund. Są wszystkożerne. W trakcie migracji jedzą głównie rośliny wodne i nasiona. Podczas sezonu lęgowego spożywają więcej pokarmu zwierzęcego (owadów, mięczaków, krewetek i ryb). Ptaki obserwowane w Zhejiang na zimowiskach zjadały głównie ślimaki. Ptaki żyjące w Górach Wschodniomandżurskich mają żywić się nasionami, algami, mięczakami i owadami wodnymi, zaś wczesną wiosną w Heilongjiang – owadami i nasionami traw. W żołądku pewnego samca znaleziono szczątki chrząszczy Dytiscus. W Korei Południowej, gdzie z rzadka zalatują w okresie zimowym, widywane są najczęściej w grupach wraz z głowienkami i czernicami (A. fuligula).

### Lęgi
W Chinach pary zaczynają się tworzyć w środku kwietnia; okres składania jaj przypada na maj; zniesienie odnotowano najpóźniej 28 czerwca. W Górach Wschodniomandżurskich jaja składane są w późnym maju i wczesnym czerwcu. Zaloty, obserwowane u ptaków w niewoli, przebiegają bardzo podobnie do zalotów podgorzałek australijskich. Jeśli samicy spodoba się jakiś samiec, ustawiając się w jego kierunku czyści pióra pod skrzydłem. Samce, wykręcając głowę w sztucznie wyglądający sposób, wydają z siebie ostre krraaaaa. Podobnie jak u podgorzałek australijskich samce podgorzałek zielonogłowych wyciągają głowę i szyję przed siebie ponad wodą, po czym wydają z siebie wspomniane ostre odgłosy. Mogą również odchylać głowę od kupra do przodu, zwracając się ku samicy, lub czyścić swoje lusterko, często równocześnie z samicą.
Gniazdo przeważnie umiejscowione jest na ziemi, dobrze ukryte między trawami lub pod krzewem, zawsze w pobliżu wody. Niekiedy zbudowane jest na wodzie lub między gałęziami. Zniesienie liczy od 9 do 15 jaj; w niewoli ma być to mniej, bo od 6 do 9. Ich wymiary to około 51 na 38 mm. Masa 27 jaj: 42,8 ± 2,2 g. Podczas badań w Chinach stwierdzono kilka przypadków podrzucania jaj innym ptakom – głowience (A. ferina; 7 przypadków) i krakwie (Anas strepera; 1 przypadek); obserwowano również głowienkę składającą jaja do gniazda podgorzałki zielonogłowej. Inkubacja trwa 23–28 dni. Wysiaduje jedynie samica; samiec strzeże okolic gniazda. Jeśli okolica jest spokojna, pisklęta zostają w okolicy gniazda 1 lub 2 dni po wykluciu. Pisklęta wyglądem mają być pośrednie między pisklętami podgorzałki zwyczajnej i australijskiej (autor nie podaje, jakie dokładnie). Jeśli ptaki są niepokojone, nie czekają na wyklucie się wszystkich młodych i zostawiają ostatnie dwa lub jedno jajo w gnieździe; zwykle są one zjadane przez ptaki szponiaste. Rodzice zajmują się młodymi przez 2–3 tygodnie od wyklucia; po upływie tego czasu są już one zdolne samodzielnie żerować, a samica zostawia je. Młode zaczynają się pierzyć i tworzą własne stada. W przypadku ptaków na jeziorze Chanka zauważono korelację między sukcesem lęgowym a poziomem wody. Podgorzałki zielonogłowe obszary gniazdowania opuszczają we wrześniu lub październiku.

## Status

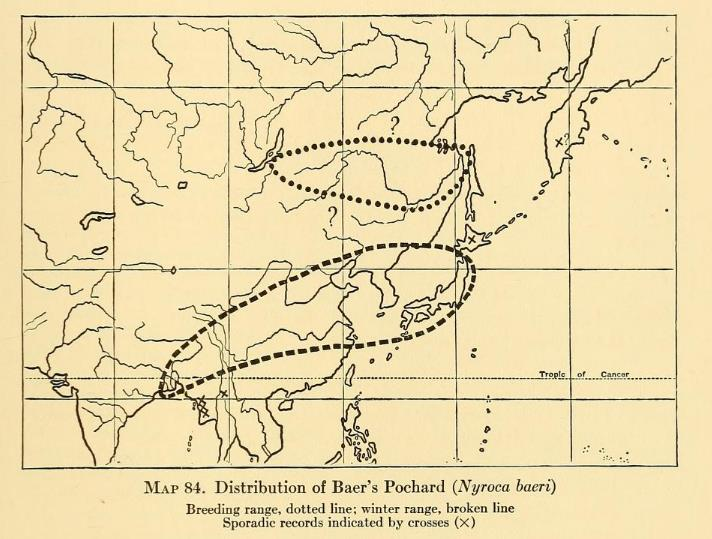
Znany w 1925 zasięg występowania

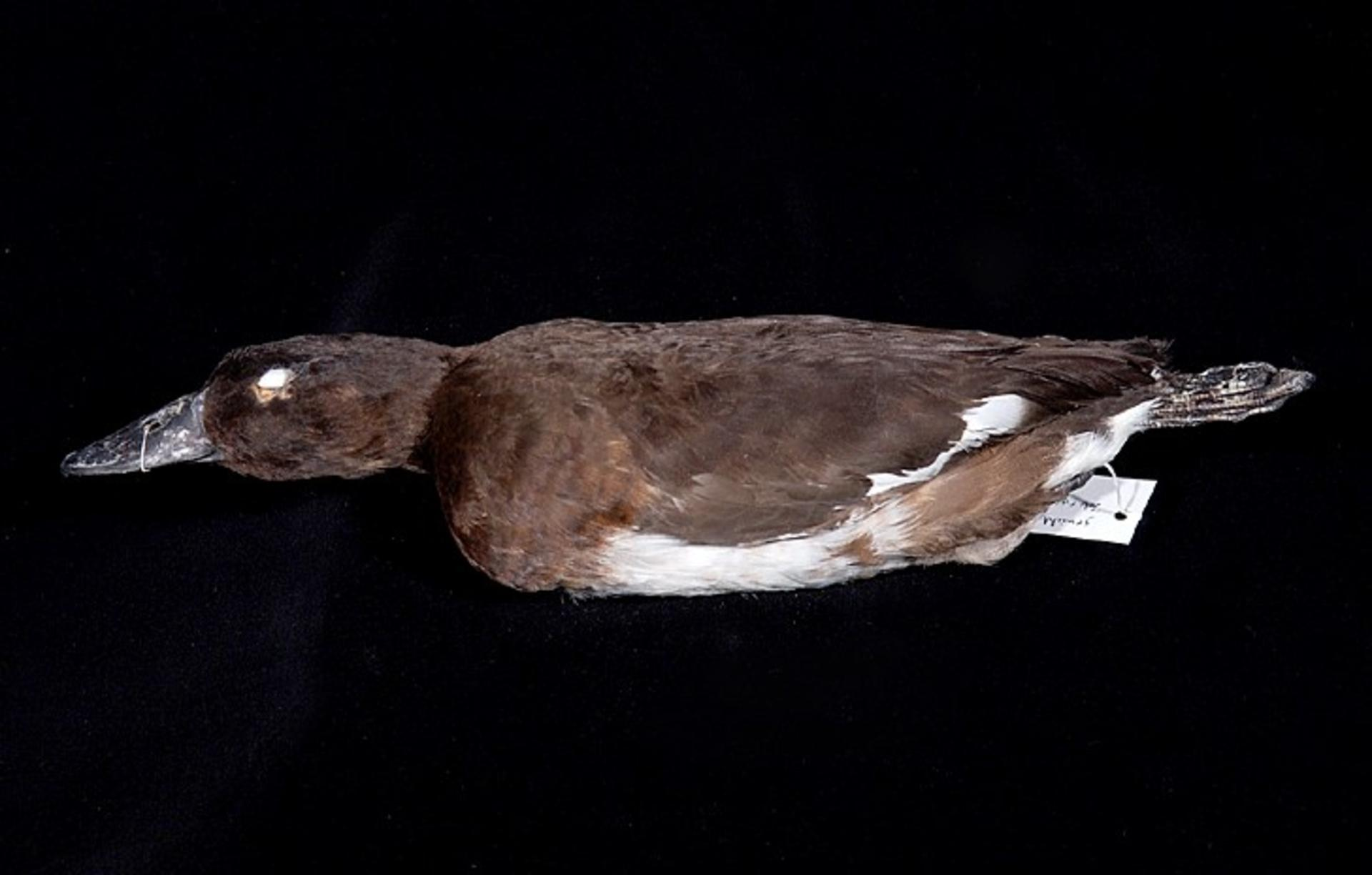
Spreparowany okaz z 1979

Według stanu wiedzy z 2013 w ostatnich latach podgorzałki zielonogłowe przeżyły drastyczny spadek liczebności i stoją na granicy wymarcia na wolności. IUCN sklasyfikowało gatunek jako krytycznie zagrożony wyginięciem (CR, Critically Endangered) w latach 2016, 2015, 2013 i 2012. Wcześniej, w 2008, otrzymał rangę zagrożonego wyginięciem (EN, Endangered), a w latach 1994–2004 IUCN nadawał mu status narażonego na wymarcie (VU, Vulnerable). Podgorzałki zielonogłowe długo były przeoczane przez ornitologów, częściowo ze względu na trudno dostępne dla ludzi środowisko życia oraz niepewność co do zasięgu, wynikającą z nie zawsze wiarygodnych historycznych doniesień. Mimo uzyskania statusu narażonego (VU) w 1994 gatunek nie cieszył się dużym zainteresowaniem i brakowało nowych informacji o nim, mimo że powszechnie wiadomo było o jego zniknięciu ze znacznej części zimowisk na południu.

### Liczebność
W latach 90. XX wieku szacunki dotyczące liczebności różniły się znacząco; od ponad 10 tys. osobników, przez niecałe 25 tys. osobników do prawdopodobnie mniej niż 10 tys. osobników czy pomiędzy 10 a 20 tys. osobników (1999). Wedle szacunków z 2012 żyło wówczas nie więcej niż 1000 osobników. Według stanu wiedzy z 2013 podgorzałki zielonogłowe traciły wówczas na liczebności najprawdopodobniej najszybciej ze wszystkich azjatyckich gatunków kaczek. 
Odnotowano spadek liczebności na terenach lęgowych w Chinach. W Xianghai Reserve podgorzałki zielonogłowe nie gniazdują już ze względu na długotrwałą suszę. W 2013 nie odnotowano żadnych lęgów w północno-wschodnich Chinach i przyległych obszarach Rosji – głównej części zasięgu tych ptaków. Stan populacji w Rosji jest słabo poznany. Między latami 30. a 70. XX wieku podgorzałki zielonogłowe były dosyć pospolite w dolinie Ussuri i na jeziorze Chanka. Gdy jego poziom wody zaczął się obniżać (1975–1978), kaczki te zaczęły znikać z jeziora.
Do zimy 2010/11 podgorzałki zielonogłowe przestały regularnie zimować gdziekolwiek poza kontynentalną częścią Chin. Zimą 2012/13 nie odnotowano żadnego przedstawiciela gatunku w kilku strategicznych miejscach w Bangladeszu i Mjanmie. W okresie od 1986/87 do 1992/93 w Chinach odnotowano 16 792 zimujących osobników, od 1993/94 do 1998/99 – 3472, od 2002/03 do 2010/11 – łącznie 2131 osobników, a zimą 2012–2013 jedynie 43 osobniki. W Bangladeszu w 1996 zaobserwowano 3000 osobników, w ostatnich latach (stan z 2012) już 20–30 (według innego źródła, najwyżej 17). W styczniu 2006 i 2007 nie było żadnych stwierdzeń z Mjanmy; w 2007 było to 129 ptaków, a w latach 90. XX wieku 500–1000 rocznie. Z Tajlandii podgorzałki zielonogłowe niemal zniknęły. Pod koniec lat 90. XX wieku były widywane regularnie (przykładowo, w 1998 doliczono się 596 osobników), w okresie 2007–2011 rocznie stwierdzano mniej niż 5 osobników. W Laosie w okresie 2002–2012 nie było żadnych obserwacji. W Korei Południowej zawsze były rzadkie, w ostatnich latach częstotliwość obserwacji jeszcze zmalała (w źródle nie podano, jak bardzo). W Indiach w 1995 i 1997 doliczono się łącznie 1400 sztuk, zaś podczas Asian Waterbird Census (2009) stwierdzono tylko 3.

### Zagrożenia
Przyczyny drastycznego spadku liczebności nie są do końca poznane. Wiele obszarów podmokłych jest poważnie zdegradowanych. Populacje innych gatunków nie zmniejszają jednak tak szybko swojej liczebności, więc musi być jakiś specyficzny czynnik wynikający z ekologii przedstawicieli A. baeri. Innym zagrożeniem, właściwym wszystkim azjatyckim kaczkom, jest odłów. Skala jest trudna do oszacowania; najpewniej najintensywniej poluje się na nie w Chinach, gdzie nielegalne zatruwanie i łapanie ptactwa wodnego jest powszechne. Podgorzałki zielonogłowe były widywane na kaczych fermach, na których hoduje się również ptaki złapane na wolności lub te wyklute z jaj odebranych dzikim osobnikom. Skala zjawiska jest nieznana. W Chinach posiadanie broni palnej było legalne do 1996 i strzelanie do dzikich ptaków, w tym podgorzałek zielonogłowych, stanowiło znaczący problem. Obecnie nie jest to legalne, więc część polujących używa legalnie zakupionych łuków. Broń palną mogą jednak legalnie posiadać członkowie niektórych grup; istnieją udokumentowane przypadki polowania na dzikie ptactwo przez żołnierzy. Sytuacja z polowaniami na dzikie ptactwo wodne w 2012 przedstawiała się następująco:

Używane są różne metody i narzędzia polowań, w tym broń palna, sieci, stalowe pułapki, elektryczne pułapki, przynęty z trucizną, oślepiające lampy etc. Te metody są używane nielegalnie i powszechnie wzdłuż Huang He i Jangcy. Mainstreamowe media i społeczeństwo skupiają się na przyroście ekonomicznym i polepszaniu warunków życia, stąd mało uwagi przykładają do kłusownictwa. Przypadki polowań na dużą skalę zdarzają się co roku

Również i w Bangladeszu stwierdzono nielegalne polowanie z użyciem przynęty z trutką (ugotowanego ryżu z alfa-chloralozą) na dwóch bardziej znaczących mokradłach; podczas jednego incydentu w 2010 w Hakaluki Haor umarło z tego powodu 500 kaczek. Inne potencjalne zagrożenie stanowi hybrydyzacja.

### Ochrona
Podgorzałka zielonogłowa jest wymieniona w Załączniku II Konwencji o ochronie wędrownych gatunków dzikich zwierząt. Część miejsc, gdzie odnotowano te ptaki, leży w obrębie obszarów chronionych; są to m.in. Daurski Rezerwat Biosfery, jeziora Chanka i Bolon (Rosja), Sanjiang National Nature Reserve i Xianghai National Nature Reserve (Chiny), Mai Po Nature Reserve (Hongkong), okolice zapory na Kosi (Nepal) i Thale Noi Waterfowl Park (Tajlandia). Choć podgorzałki są łatwe do utrzymania w niewoli, akurat A. baeri nie jest popularnym wśród hodowców gatunkiem. Podgorzałka zielonogłowa uwzględniona jest w rosyjskiej Czerwonej Księdze. W Mongolii odłów możliwy jest tylko na specjalny użytek. W Chinach nie jest chroniona na obszarze całego kraju, jedynie w Pekinie, Hebei, Shanxi, Henan i Hunan. W Mjanmie obejmuje ją ochrona całkowita. W Indiach nie jest uwzględniona w Załączniku I do Wildlife Act (1972), ale jest wzięta pod uwagę w Wykazie IV (traktującym ogólnikowo o „kaczkach”).